# Pararaphidia vitimica
Pararaphidia vitimica là một loài côn trùng trong họ Alloraphidiidae thuộc bộ Raphidioptera. Loài này được Martynova miêu tả năm 1961.